# Kalil Baracat
Kalil Sarat Baracat de Arruda (Várzea Grande, 27 de agosto de 1981), mais conhecido como  Kalil Baracat, é um empresário e político brasileiro filiado ao Movimento Democrático Brasileiro (MDB). É neto da professora descendente de sírios e ex-prefeita de Várzea Grande Sarita Baracat e filho do ex-deputado estadual e ex-vereador pelo município Nico Baracat. Foi prefeito de Várzea Grande entre os anos de 2020 à 2024, além de vereador em 2012 e secretário de desenvolvimento econômico e de governo do município na gestão da então prefeita Lucimar Campos.

## Biografia
Kalil Sarat Baracat de Arruda nasceu em 27 de agosto de 1981 em Várzea Grande no estado de Mato Grosso, sendo filho de Cleonice Damiana de Campos Sarat e Ernandy Maurício Baracat de Arruda. Em 2007 passou a exercer a função de administrador da Sobev (Sociedade Beneficente Escolar de Várzea Grande).

### Carreira política
Em 2012 disputou a eleição ao cargo de vereador por Várzea Grande pela coligação "Amor por Várzea Grande", tendo sido eleito com 2 613 votos, nesse período foi escolhido como líder do então prefeito Walace Guimarães.
Em 2016, com a posse de Lucimar Campos, Kalil toma posse como secretário de desenvolvimento econômico. Em 2018, candidatou-se a deputado estadual pelo MDB, tendo 10 389 votos no período.

Em 2019 Kalil retorna a prefeitura, assumindo a secretária de governo.
Em 2020 Kalil foi eleito prefeito de Várzea Grande com 50 918 votos (46,12 %), contra Flávio Frical (PSB) com 44.176 votos 40,01%, Emanuelzinho com 14.105 votos 12,78% (PTB) e Milton Dantas do PSOL com 1.205 obteve 1,09% dos votos, votaram em branco 5,03% e nulo 7,36% e não votaram 21,44% .

### Prefeito de Várzea Grande
Em 1° de janeiro de 2021 Kalil Baracat tomou posse como prefeito de Várzea Grande, em cerimônia restrita no Ginásio Fiotão,com presença de 200 pessoas (100 por poder constituído) seguindo os protocolos de segurança a Covid-19. Entre as prioridades do então candidato foram resolver o problema de desabastecimento de água na cidade, problemas de asfalto e a construção de novas avenidas para melhorar o transito mais entre as principais ações de seu mandato esteve a inauguração de três estações de tratamento de água (ETA), do Centro Cultural da Orla da Alameda, a implementação do passe-livre além da licitação do mercado municipal e da rodoviária da cidade. Sua administração foi marcada pela fila nas unidades de saúde e pelo agravamento do desabastecimento de água na cidade, nos últimos meses foi acionado na justiça para a recontratar em 48 horas 26 médicos que atuava no pronto-socorro, segundo a prefeita eleita Flávia Moretti a existência de uma fila de 28 mil pessoas esperando atendimento nas unidade de saúde. Disputou a reeleição em 2024, tendo sido o segundo mais votado no primeiro turno sendo derrotado com  61,005 votos validos (44,84%) contra 68.760 (50,54%) de Flávia Moretti do PL.

### Desempenho em eleições
| Ano  | Eleição                    | Coligação                                                                                               | Partido | Candidato a       | Votos  | Resultado  |
| ---- | -------------------------- | --- | ------- | ----------------- | ------ | ---------- |
| 2012 | Municipal de Várzea Grande | Amor por Várzea Grande (PMDB, PSC, PR)                                                                  | MDB     | Vereador          | 2.613  | Eleito     |
| 2018 | Estadual de Mato Grosso    | Pra Mudar Mato Grosso (DEM / PDT / PSC / MDB / PHS / PSD / PMB)                                         | MDB     | Deputado Estadual | 10.389 | Não Eleito |
| 2020 | Municipal de Várzea Grande | Amor por Várzea Grande (PP, MDB, PODE, DEM, PSDB, PC Do B, PL)                                          | MDB     | Prefeito          | 50.918 | Eleito     |
| 2024 | Municipal de Várzea Grande | Várzea Grande Melhor (Republicanos, PDT, MDB, PRD, NOVO, AGIR, PSB, União Brasil, PSD, PSDB, Cidadania) | MDB     | Prefeito          | 61.005 | Não Eleito |

## Vida Pessoal
Neto da professora Sarita Baracat, a primeira prefeita de Várzea Grande nos anos 60 e do ex-vereador Emanuel Benedito de Arruda, popular "Caboclo", Kalil é filho de Ernandy Maurício Baracat de Arruda, popular Nico Baracat, falecido no ano de 2012 em decorrência de um acidente automobilístico.